# Scrobicaria
Scrobicaria là một chi thực vật có hoa trong họ Cúc (Asteraceae).

## Loài
Chi Scrobicaria gồm các loài: